# Beaufort-tenger
A Beaufort-tenger a Jeges-tenger 476 000 km² kiterjedésű része, Alaszka (USA) és Kanada északi partjai, valamint a Banks-sziget mentén található. Északnyugati határa az alaszkai Point Barrow, és a kanadai Prince Patrick-szigeten lévő Lands End között húzott egyenes. A két állam tengeri határának pontos vonala vitatott. Legnagyobb mélysége 4681, átlagos mélysége 1004 m.
Nevét a brit ellentengernagyról és hidrográfusról, Sir Francis Beaufortról kapta.
Az év nagy részében az egész tenger be van fagyva, csak augusztusban és szeptemberben húzódik vissza a jég a partokhoz közeli vizekről.
A tengerfenék alatt jelentős kőolajkészletek lehetnek, a Mackenzie folyó mentén és Észak-Alaszkában (Prudhoe-öböl) feltárt olajmezők folytatásai.
2010. április 8-án, csütörtökön reggel a Beaufort-tengeren egy 4,6-os erősségű földrengést mértek.

## Külső hivatkozások
- A Beaufort-tengeren tervezett környezetvédelmi terület (angolul)
- WWF Canada – Beaufort Sea (angolul)
- Jegesmedve-számlálás a Beaufort-tengeren Archiválva 2004. december 5-i dátummal a Wayback Machine-ben (angolul)